# コスモスストライカー
『コスモスストライカー』は、原作：田中誠一、作画：戸舘新吾による日本の漫画。『週刊少年ジャンプ』（集英社）において、1988年1・2号から同年15号まで連載された。単行本は全2巻。
「真蹴球戦士（リアルマニズム）」と、世界征服を企む悪の秘密組織「サードエンバイア」との戦いを描いた作品。サッカーを題材としているが、試合中、味方・敵問わず様々な登場人物が、強烈なシュートで対戦相手を殺傷する、右手に内蔵されたブラックホールでサッカーボールを吸い寄せるなどの人間離れした必殺技が数多く登場する。
編集者の岸川真はこの作品を「少林サッカー系で、最近のナイキやアディダスのCMのような世界」、タレントの伊集院光は「時代が早すぎた系」と評している。

## あらすじ
地球上の人口の半分がサッカーに熱狂している時代、サッカーによる世界征服を企む悪の組織・サードエンバイアの野望を防ぐために、逸刀志狼率いる「真蹴球戦士（リアルマニズム）」が立ち上がる。

## 世界観
本作品の世界におけるサッカー
遠い昔、天空の神々が地上の民に十字架と共に賜ったという聖なる円球から生まれたのがサッカーであり、作中において「地上のあらゆる全ての球技のルーツ」であるとされている。後述する「真蹴球戦士」や「超蹴球戦士」と表記されるように、サッカープレイヤーは全員戦士扱いである。そのため、フィールド上では基本的に必殺技による相手選手への殺傷行為がほぼ認められている。しかし、そのほかのルールや反則などは通常のサッカーに準じている。
本作品が連載された時期においてはまだJリーグは登場していなかったが、作品内における日本サッカー界は既にプロ化されていた、という設定になっている。
真蹴球戦士（リアルマニズム）
真蹴球戦士は、神に選ばれた11人の男達からなるチームである。「東京コスモス」を名乗るこのチームは、かつて実在したサッカークラブ「ニューヨーク・コスモス」の意思を受け継ぐクラブである。選手交代および補欠の概念はない。リアルマニズムとして覚醒した者は、胸にサッカーボールのマークが浮かび上がり光り輝く。主人公の逸刀志狼以外は謎の失踪を遂げた経歴を持っている。なお、主人公以外のメンバーで失踪以前にサッカー経験があるのは磨崎のみである。フォーメーションは4-3-3、スリーバックでスイーパーを置いている。
サードエンバイア
サッカーで世界を支配しようとする謎の軍団。西アルプスに本拠を置いている。
超蹴球戦士（スーパーマニズム）
サードエンバイアの中で、サッカーの試合を行う選手たち。超蹴球戦士はピラミッド上に組織が構成されており、最精鋭チームのスペシャルマニズム、1軍のファーストマニズム、2軍のセカンドマニズムが存在している。スペシャルマニズムはヨーロッパのスーパースター選抜を相手に9分間で50得点するなど、驚異的な強さを誇る。

## 必殺技
本作品において特徴的なのは、必殺技の存在である。サッカーの試合中に披露されるが、味方・敵問わず、得点よりも対戦相手の殺傷を目的として繰り出される。

### 逸刀志狼
コンセントレーション
一瞬で移動することができる。熟練者は水の上を渡ることもできる。
ラックパス
ボールの回転と速度をコントロールすることで、ボールのバウンドを思いのままにする。
マーキュリードライブフォング（MDF）
高威力のシュート。ボールから発生する風圧は、ゴールキーパーを軽く吹き飛ばす。
ハイパーイカロスウイング（HIW）
空高く上昇し、空中での後方宙返りすることによって発生する遠心力を利用することにで、より威力のあるシュートを放つ。ゴールキーパーのみならず、周りの選手まで吹き飛ばすほどの威力がある。
デストバム
一見何の変哲もないシュートのようだが、突如ボールが激しく変形した後に破裂する。ボールの中心に向かって衝撃を加えることにより、ボール内部の気圧に回転を与えてエネルギーを膨張させ、内側から破裂させると説明されている。志狼はこのシュートでクラッシュウォール兄弟を挑発した。
神のシュート（正式名称はない）
神の戦士として覚醒した志狼が繰り出したシュート。志狼は「天空の神から賜った可能性」と述べている。天高く舞い上がり、自身が十字架となって、神々しい光を放ちながらシュートする。ブラックホール・バーンズの暗黒宇宙を掻き消した。

### 西ドイツ代表
正式には、西ドイツチームを乗っ取ったスーパーマニズムジュニアユースの必殺技である。
ジェノサイドインパルス
相手選手の脇を高速ですり抜けることによって発生する風圧で、相手の三半規管にダメージを与えて平衡感覚を麻痺させる。志狼はこれを見切り、逆に相手選手に同じ技を仕掛け返した。
バーサスストリームトラップ
向かってくる敵を十人で取り囲み、見えない瞬発力で圧力の渦巻き地帯を発生させる技である。その圧力は人間はおろか象ですらもバラバラにする。しかし、志狼に渦巻き地帯の圧力を利用され、ハイパーイカロスウィングで迎撃された。

### クラッシャーウォール兄弟
ブラッディサンダークラッシュ（BTC）
両サイドのタッチラインから強烈なジクザクパスをつなぐことによって、その中にいる相手選手をボールの破壊力でズタズタに引き裂く。得点するためにパスをつなげるのではなく、相手を殺傷するためにパスをつなげることに極意がある。なお、作中ではフィールドにキーパーのほかに一人残しておくことでオフサイドを回避するという配慮がされていた。
スワームバンプ
2人が同時をボールに蹴ることによって、ボールに強烈な回転を与えて強大な威力を出すシュート。ただし、回転を止めてしまえば普通のシュートになってしまうので、磨崎が指先で中心軸を固定することによって簡単にセーブされた。
バミューダマグネストーム
3人で三角形のボジションを取ることによって念動力を発生させ、トライアングルの中心に飛び込んできたものを強烈な磁気嵐によって粉砕する。MDFやHIWを簡単に止めてしまうほどの鉄壁の防御力を持つが、念動力の酷使により白髪になり負傷するほどの副作用がある。三兄弟の中でも念動力に劣る弟二人の分を補った兄の負担が大きく、兄を犠牲にできない弟二人は戦意を喪失して戦線離脱する。

### マリオ・ロッシ
サイレントカテナチオ
シュートを撃つ瞬間が見えないシュート。キーパーは反応ができなくて簡単にゴールを許すことになる。空中で撃つ「サイレントカテナチオ・スカイバージョン」もある。劇中、唯一の「（敵選手を殺傷しない）純粋に得点する事を目的とした技」である。
セイクレッドグラビュラフォーム（SGR）
ロッシが「神のシュート」と称して放った強力なシュート。ボールの速度が光速に達することによって、空間に歪みを起こしてすべてを破壊する。ボールが生み出すエネルギーは無限大で受け止める者は跡形もなく消滅する技であるが、未完成だったので磨崎によってセーブされた。

### ブラックホール・バーンズ
ATTRACTブラックホール（アトラクト ブラックホール）
右手に内蔵されたブラックホールを使うことで、ありとあらゆるボールを吸い込んでセーブする。

## 登場人物

### 真蹴球戦士
逸刀志狼（いっとう しろう）
本作品の主人公。ポジションはレフトウイングで背番号は11番。幼少より育ての親・逸刀十蔵のもとで過酷な特訓を重ねており、数々のサッカー必殺技を持つ。十蔵の言いつけでサッカー超人としての能力を封印しており、全日本のユースではゴールキーパーとして目立たずにプレイしていた。十蔵が殺されたことを聞いて封印を解放し、「サッカーの神になってみせる」と言い出し必殺技「マーキュリードライブフォング」を繰り出す。後に壮絶な特訓の末にリアルマニズムに覚醒した。
磨崎殉（まさき じゅん）
志狼以外では唯一の正統なサッカー選手。ポジションはゴールキーパーで背番号は1番。ソウルオリンピックの秘密兵器として全日本サッカーが育てていた逸材であったが、謎の失踪を遂げた。フォワードからのコンバートで、かつては天才ストライカーと呼ばれていた。相手の必殺シュートを指先一つで止める。10歳までは敵であるサードエンバイアで育てられていたという過去を持つ。
火吹伶二（ひぶき れいじ）
元陸上競技選手。ポジションはフォワードで背番号は10番。ソウルオリンピックでは100m走に出場し、決勝では50mまでジョンソンに圧倒的な差をつけていたが、突然走るのをやめて忽然と姿を消した。クラッシャーウォール兄弟戦では、主人公の身代わりになって必殺技を受け、血だらけになりながらもオフサイドを取られた。
天童剛（てんどう ごう）
元ボクサー。ポジションはライトバックで背番号は2番。自らの拳を粉々にするほどのハードパンチを持つ。元フェザー級世界ランキング1位。
美峰京介（みぶ きょうすけ）
元剣道家。ポジションはスイーパーで背番号は3番。美形の盲人。天才剣士と呼ばれる実力者だったが、全国剣道大会の試合中に不運にも相手の喉を突いて死亡させるという事故を起こし、自らの両目を潰して失踪した。
不和雷左（ふわ らいざ）
元格闘家。ポジションはレフトバックで背番号は4番。筋肉質な巨漢。16歳で新格闘技に入門し、その才能を買われてメキシコに修行に向かい、その後は行方不明となった。
草間風太（そうま ふうた）
元野球選手。ポジションはセンターバックで背番号は5番。年齢は17歳で小柄である。プロ野球チーム、毎読ジャイアンツがドラフト対策として秘密裡に育てていた天才内野手。13歳にして既にプロ級の実力を持っていたが、ドラフト直前に失踪する。
椎名隼人（しいな はやと）
元ダンサー。ポジションはライトハーフで背番号は6番。日本人で初めてブロードウェイで主役を飾るはずだったが、ニューヨークに到着後、謎の失踪を遂げる。
轟玄（とどろき げん）
元ラグビー選手。ポジションはセンターハーフで背番号は7番。ラグビー界の名門・新日工に入社後、ハーフバックとしてペナルティーキックのスペシャリストとして名を馳せる。しかし、87年に行われたオーストラリアブラックス戦で敗戦後、消息を絶つ。
御影獠（みかげ りょう）
元スタントマン。ポジションはレフトハーフで背番号は8番。ハリウッドのニンジャ映画ナンバー1のスタントマンだったが、撮影中に大事故に遭い、死亡説が流れた。実は本物の忍者の子孫である。
久城洸（くじょう こう）
元空手家。ポジションはライトウイングで背番号は9番。左頬から眉間にかけての大きな傷がある。対戦者をことごとく病院送りにしたことで、空手界より追放処分を受ける。

### サードエンバイア
フィクサーカリフ
サードエンバイアのボス。元々はリアルマニズムの人間だったが、自らの野望をかなえるために裏切った。
西ドイツ代表
実際にはサードエンバイアのスーパーマニズムジュニアユースに乗っ取られた存在である。ナチスの軍服風のユニフォームを着用している。数々の必殺技などによって相手を負傷退場に追い込み、7人以下にすることで相手の棄権を誘い得点を取らずに勝利する戦法「ノーゴールビクトリー」を得意とする。必殺技を繰り出す際の掛け声は「虐殺（ジェノサイド）!」。
ゲッペル
西ドイツチームの監督で選手達に色々な指示を下す。豊かな顎鬚口ひげに黒マントを着用している。
クラッシャーウォール兄弟
セカンドマニズム。ファーストマニズムへの昇格を狙って、リアルマニズムへの第2の刺客となる。3人兄弟で、兄のミガと弟のガル・シガという構成である。弟2人は巨体で、作画の都合によって身長が変化する。兄は弟の肩に乗るぐらいに小柄である。兄はキーパー、弟2人はスイーパーというポジションで定位置に並んで三角形を作ることによって、「バミューダマグネストーム」という必殺技を繰り出す。
マリオ・ロッシ
スペシャルマニズム。長髪の美形で、自らのサッカーを芸術と称する。口だけでなく相応の実力も有している。自分を神に選ばれた戦士と自負しており、それを証明するために「セイクレッド・グラビュ・ラフォーム」を放つが、未完成だったためにセーブされた。
ブラックホール・バーンズ（BB）
スペシャルマニズムのキーパー。右手にブラックホールを内蔵している。
クリスタルプライム
サードエンバイアに所属する予言者の少女。108日間の超時空瞑想に入っていたが、逸刀志狼がリアルマニズムに覚醒したことで瞑想から覚めた。

### その他
メガネの少年
志狼の友人。十蔵の死を志狼に伝えるために会場にタオルを投げ込んだ。第1話のみに登場する。
逸刀十蔵（いっとう じゅうぞう）
志狼の育ての親である老人。サードエンバイアの手によって幽閉されていたが、自分の弟子の子供である志狼を連れて脱出する。奥多摩に作り上げた練習場で志狼をサッカー超人に育て上げた。彼自身も超人的な身体能力を持っていたが、サードエンバイアの陰謀により放火されて焼死した。
オクデラ
サッカーの試合では解説を務める。
タケダ
第2話に登場する日本プロリーグ「毎朝バイエルン」のストライカー。モデルは武田修宏。

## 書誌情報
- 田中誠一（原作）・戸舘新吾（作画）『コスモスストライカー』集英社〈ジャンプ・コミックス〉、全2巻
  1. 1988年6月発売、ISBN 4-42-013176-4
  2. 1988年8月発売、ISBN 4-42-013178-0